# Björn Alge
Björn Erik Alge, född 28 mars 1943 i Stureby, död 13 maj 1999 i Maria Magdalena församling i Stockholm, var en svensk byggnadsingenjör och industridesigner.

## Biografi
Alge utbildade sig till byggnadsingenjör och arbetade en tid som platschef på Bygg Paul. Han sökte och antogs till Konstfacks industridesignutbildning där han examinerades 1982. Han blev en av delägarna i Landqvist & Sjöholm Industridesign AB och bildade senare med Johan Dahlberg och Peter Nordgren gruppen Myra Industriell Design. 
Alge ägnade sig främst åt möbelformgivning med uppdragsgivare som Byarums Bruk, Kinnarps, Mio, Telia, Grythyttan Stålmöbler med flera. Alge finns representerad bland annat på Röhsska museet  och Nationalmuseum. Kinnarps kontorsstolar designade av Alge tillhör fortfarande de mest sålda i Sverige. Han var delägare i Myra Industriell Design och medverkande till instiftandet av priset Guldmyran, till förmån för unga industridesigners. Under sin yrkesverksamma tid som industridesigner fick Björn Alge många utmärkelser. 
Nio gånger mottog han priset Utmärkt Svensk Form och några månader innan sin död fick han mottaga 1999 års miljöpris av Möbelbranschrådet och Världsnaturfonden för möbelserien Österbymo. Alge har varit styrelseordförande i SID (Föreningen Svenska Industridesigner) 1987–1989, och styrelseledamot i Stiftelsen Svensk Industridesign.
Björn Alge är begravd på Katarina kyrkogård i Stockholm.

### Familj
Björn Alge var 1964–1984 gift med Eva Alge, grafisk formgivare och konstnär, och de fick tillsammans två barn.